# Helmut Gollwitzer

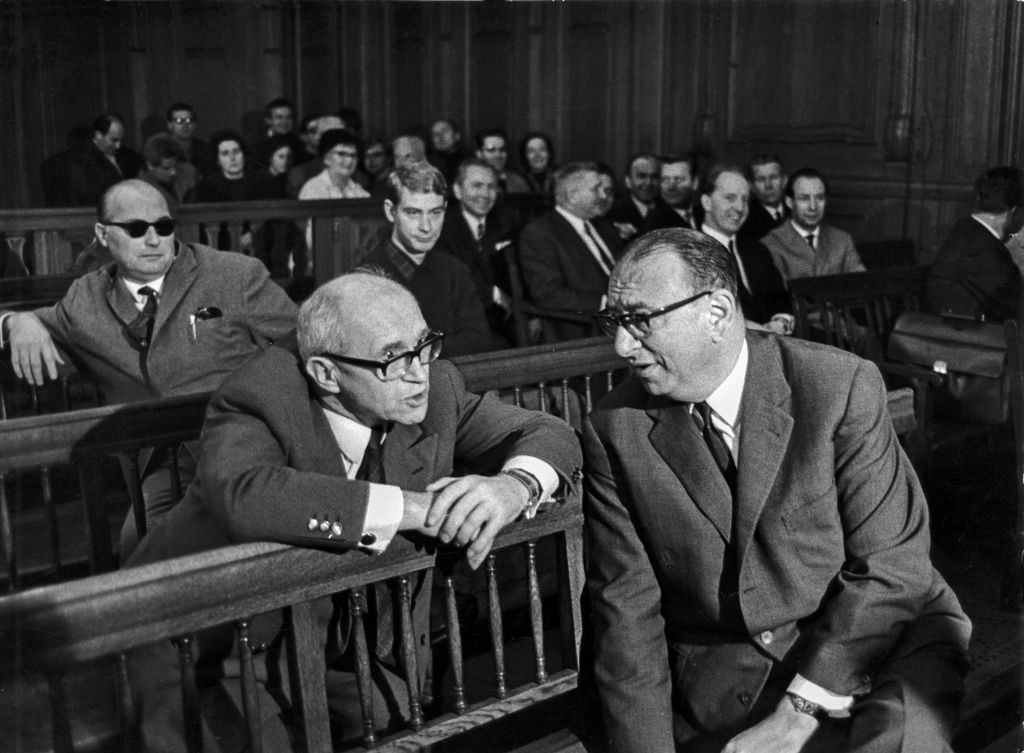
Helmut Gollwitzer & Heinrich Albertz (1967)

Helmut Gollwitzer (Pappenheim, 29 de dezembro de 1908 — Berlim, 17 de outubro de 1993) foi um teólogo protestante, escritor e socialista. Era discípulo de Karl Barth e, na época nazista, apoiou a Igreja Confessante. Na década de 1950, lutou contra a instalação de armas nucleares na Alemanha. Na década de 1960, apoiou os movimentos estudantis. Como professor da Universidade Livre de Berlim, era amigo de Rudi Dutschke.

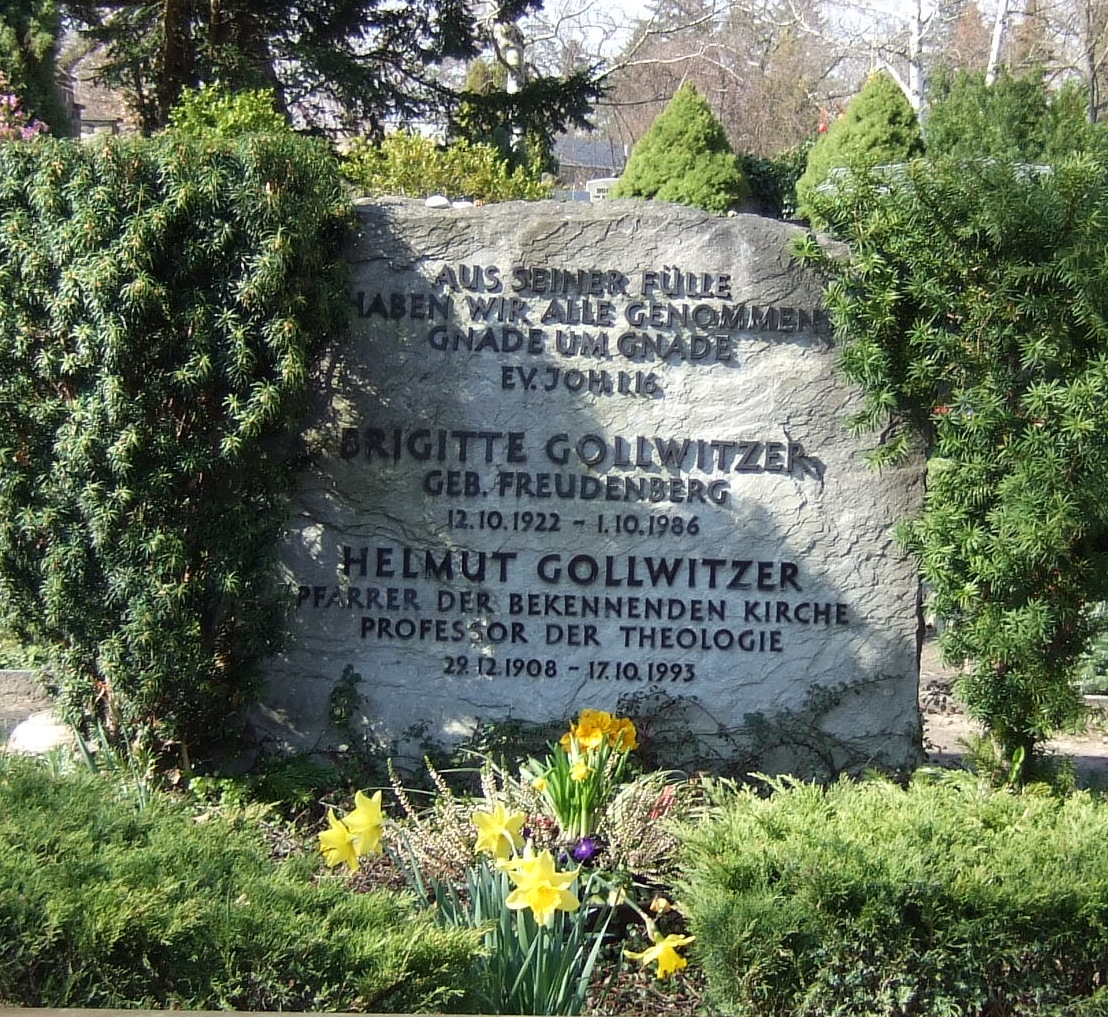

## Biografia
Nasceu em uma família luterana e conservadora. Na década de 1920, participou do Movimento Juvenil Germânico. Entre 1928 e 1932, estudou filosofia e teologia protestante em Munique, tendo sido aluno de Friedrich Gogarten e Karl Barth.
A partir de 1933, se opôs ao Movimento Cristão Alemão e, a partir de 1934, passou a integrar a Igreja Confessante.
Decidiu mudar-se para Suíça, onde, em 1937, concluiu o doutorado na Universidade de Basileia, com uma tese sobre a antiga doutrina luterana sobre a Eucaristia.
Após a prisão de Martin Niemöller, um dos líderes da Igreja Confessante, em julho de 1937, tornou-se pastor em Dahlem (Berlim).
Ele também ajudou no preparo de futuros pastores da Igreja Confessante, atividade proibida pelo regime nazista. Além disso, a partir da Noite dos Cristais, entre 9 e 10 de novembro de 1938, passou a ajudar judeus perseguidos pelo regime nazista a fugir do país.
Em 1940, foi proibido de falar em público.
Durante a Segunda Guerra Mundial, foi incorporado em uma unidade de assistência médica na Frente Oriental. Em 1945, foi preso pelos soviéticos e enviado para um campo de trabalho e reeducação, de onde somente foi libertado no final de 1949.
Em 1950, sucedeu Karl Barth como professor titular de teologia sistemática em Bonn, onde lecionou até 1957. Em 1951 ele se casou com a teóloga protestante Brigitte Freudenberg (1922 - 1986), o casal não teve filhos.
Na década de 1950, participou de campanhas ele esteve fortemente envolvido contra o rearmamento alemão, especialmente contra a instalação de armas nucleares na Alemanha.
Em junho de 1957, proferiu uma palestra denominada como: "Os Cristãos e as Armas Nucleares", na qual apoiou o “Apelo de Göttingen e rejeitou intransigentemente todos os meios de destruição em massa.
A questão das armas nucleares gerou um debate na Igreja Protestante alemão que resultaram, em 1959, nas “Teses de Heidelberg”, que acabou justificando o conceito de dissuasão militar da OTAN.
Entre 1957 e 1975, quando se aposentou, ensinou na Universidade Livre de Berlim no recém-fundado Instituto de Teologia Protestante. Apoiou o movimento estudantil de 1968, foi amigo de Rudi Dutschke e pastor de Ulrike Meinhof, fez campanha contra a Guerra do Vietnã e a corrida armamentista. Também foi amigo de Gustav Heinemann.
A partir de março de 1979, integrou o Terceiro Tribunal Russell em Frankfurt am Main, que julgou violações dos direitos humanos na República Federal da Alemanha.
Em 1980, ele se tornou oficial de liberdade condicional voluntário de Horst Mahler, quando esse foi libertado da prisão.

## Ideias Teológicas
Uma de suas preocupações teológicas era sobre a "humanidade de Deus". Sustentava que, por intermédio de Jesus Cristo, Deus se fez homem mas não apenas para o indivíduo, mas para este mundo. Desse modo, entendia a teologia como uma ciência eminentemente prática, como uma reflexão sobre as consequências do Evangelho para a vida. Acreditava que a fé cristã deveria se manifestar entre os pobres, os abandonados e as vítimas de sociedades desumanas.
Assim como Karl Barth, pensava que Jesus Cristo já tinha iniciado o Reino de Deus; portanto, seria impossível para os cristãos aceitarem o que existe e ficarem fora dos conflitos sociais e políticos de seu tempo e espaço: pelo contrário, deveriam ser a “vanguarda” mais radical da mudança com base nos ensinamentos do Evangelho.
Acreditava que o futuro prometido por Deus dependeria da oposição dos cristão contra a ordem econômica e social estabelecida para promover uma ordem social mais justa. Desse modo, os cristãos deveriam seguir o exemplo de Jesus e lutar em favor dos pobres.
Acreditava que a liberdade que a graça de Deus nos dá não consistiria em nos apegar a privilégios, mas em servir e compartilhar com os pobres, ou seja, cooperar com a humanização da sociedade humana, que seria um dos elementos do "Reino de Deus".
Desde o início, sustentava que os cristãos deveriam participar da construção de uma sociedade mais humana em conformidade com o estabelecimento do Reino de Deus e em conflito com sistemas desumanos, mas a partir da década de 1960, devido ao seu contato com o movimento estudantil, passou a adotar uma crítica radical do capitalismo e adotou elementos da crítica marxista da economia política.
Por volta de 1970, passou a defender que "Socialistas podem ser cristãos, cristãos devem ser socialistas".

## Obras
- Coena Domini. Die altlutherische Abendmahlslehre in ihrer Auseinandersetzung mit dem Calvinismus, dargestellt an der lutherischen Frühorthodoxie. 1937. Christian Kaiser Verlag, Munique 1988 - (A velha doutrina luterana da Ceia do Senhor em seu exame do calvinismo, apresentada na antiga ortodoxia luterana).
- „Wir dürfen hören …“ Predigten (= Theologische Existenz heute, Heft 66.) Chr. Kaiser Verlag, Munique 1939
- Jesu Tod und Auferstehung (nach dem Bericht des Lukas). Dritte Auflage, Christian Kaiser Verlag, Munique 1953 - (A morte e ressurreição de Jesus, de acordo com o relato de Lucas).
- Helmut Gollwitzer, Käthe Kuhn, Reinhold Schneider (orgs.): Du hast mich heimgesucht bei Nacht. Abschiedsbriefe und Aufzeichnungen des Widerstandes 1933–1945, Munique 1954, Christian Kaiser Verlag - (Você me assombrava à noite. Cartas de despedida e registros da resistência 1933–1945)
- Kleiner Wegweiser zum Studium des Marxismus-Leninismus (em co-autoria com Gerhard Lehmbruch). Publikationsstelle des Bundesministeriums für Gesamtdeutsche Fragen, Bonn 1956 - (Pequeno guia para o estudo do marxismo-leninismo)
- Denken und Glauben. Ein Streitgespräch [em co-autoria com Wilhelm Weischedel]. 2ª Edição. Kohlhammer, Estugarda 1965 - (Pensando e acreditando. Uma disputa)
- Die Marxistische Religionskritik und der christliche Glaube. Tubinga 1967 - (A crítica marxista da religião e da fé cristã)
- Krummes Holz – aufrechter Gang. Zur Frage nach dem Sinn des Lebens. 1ª Edição. Christian Kaiser Verlag, Munique 1970, 10ª Edição, 1985 - (Madeira torta - andar ereto. Sobre a questão do sentido da vida).
- Die kapitalistische Revolution. Christian Kaiser Verlag, Munique 1974; TVT-Medienverlag, Tubinga 1998 - (A revolução capitalista)
- Forderungen der Umkehr: Beiträge zur Theologie der Gesellschaft. Christian Kaiser Verlag, Munique 1976 - (Exigências de conversão: contribuições para a teologia da sociedade)
- Befreiung zur Solidarität. Einführung in die Evangelische Theologie. Christian Kaiser Verlag, Munique 1978; 2ª Edição 1984 - (Libertação para a solidariedade. Introdução à Teologia Evangélica)
- Gollwitzer-Brevier, zusammengestellt und hrsg. von Wolfgang Brinkel und Heike Hilgendiek. Christian Kaiser Verlag, Munique 1988 - (Gollwitzer Breviário compilado e editado por Wolfgang Brinkel e Heike Hilgendiek).
- Skizzen eines Lebens. Aus verstreuten Selbstzeugnissen gefunden und verbunden von Friedrich-Wilhelm Marquardt, Wolfgang Brinkel, Manfred Weber. Gütersloher Verlags-Haus, Gütersloh 1998 - (Esboços de uma vida. Encontrado em testemunhos pessoais dispersos e conectado por Friedrich-Wilhelm Marquardt).
- Es geht nichts verloren. 1908 bis 1993. Hrsg. im Auftrag der Aktion Sühnezeichen Friedensdienste und der Kirchengemeinde Berlin Dahlem von Wolfgang Brinkel, Lamuv, Gotinga 1994 - (Nada está perdido. 1908 a 1993).
- Ausgewählte Werke in 10 Bänden. Hrsg. von Mitarbeitern des Instituts für Evangelische Theologie an der Freien Universität Berlin, Christian Kaiser Verlag, Munique 1988 - (Trabalhos selecionados em 10 volumes. Editado por funcionários do Instituto de Teologia Protestante da Universidade Livre de Berlim)

1. Mesmo assim, sempre me apegarei a você ... Sermões da luta da igreja 1937-1940.
2. A existência de Deus na confissão de fé.
3. Cara, você é procurado. Reflexões sobre a doutrina de Deus.
4. … Esse beijo de justiça e paz. Ensaios sobre política e ética, Vol. 1.
5. … Esse beijo de justiça e paz. Ensaios sobre política e ética, Vol. 2.
6. Reversão and Revolution. Ensaios sobre fé crista e marxismo, Vol. 1.
7. Reversão and Revolution. Ensaios sobre fé crista e marxismo, Vol. 2.
8. O pensamento também pode servir. Ensaios sobre teologia e história intelectual, vol. 1.
9. O pensamento também pode servir. Ensaios sobre teologia e história intelectual, Vol. 2.
10. Bibliografia Helmut Gollwitzer.

## Obras sobre Helmut Gollwitzer
- Brigitte Kahl, Jan Rehmann (Hrsg.): Muß ein Christ Sozialist sein? Nachdenken über Helmut Gollwitzer. Argument-Verlag, Hamburgo 1995 - (Um cristão tem que ser um socialista? Pensando em Helmut Gollwitzer).
- Andreas Pangritz (Hrsg.): „Ich werde nicht sterben, sondern leben“. Über Helmut Gollwitzer. Orient & Okzident, Berlin 1998 - ("Não vou morrer, vou viver". Sobre Helmut Gollwitzer).
- Gerhard Schäberle-Koenigs: Und sie waren täglich einmütig beieinander. Der Weg der Bekennenden Gemeinde Berlin/Dahlem 1937–1943 mit Helmut Gollwitzer. Christian Kaiser, Gütersloher Verlags-Haus, Gütersloh 1998 - (E eles estavam em uníssono todos os dias. O caminho da Comunidade Confessante Berlin / Dahlem 1937–1943 com Helmut Gollwitzer).
- Werner Raupp: Gollwitzer, Helmut (Hans). In: Biographisch-Bibliographisches Kirchenlexikon (BBKL). Band 14, Bautz, Herzberg 1998
- Ralph Ludwig: Der Querdenker. Wie Helmut Gollwitzer Christen für den Frieden gewann. Wichern, Berlin 2008 - (O pensador lateral. Como Helmut Gollwitzer conquistou cristãos para a paz).
- Thomas Kroll: Der Linksprotestantismus in der Bundesrepublik Deutschland der 1960er und 1970er Jahre: Helmut Gollwitzer, Dorothee Sölle und Jürgen Moltmann. In: Thomas Kroll, Tilmann Reitz (Hrsg.): Intellektuelle in der Bundesrepublik Deutschland: Verschiebungen im politischen Feld der 1960er und 1970er Jahre. Vandenhoeck & Ruprecht, Göttingen 2013 - (Protestantismo de esquerda na República Federal da Alemanha nas décadas de 1960 e 1970: Helmut Gollwitzer, Dorothee Sölle e Jürgen Moltmann. In: Thomas Kroll, Tilmann Reitz (ed.): Intelectuais na República Federal da Alemanha: Mudanças no campo político dos anos 1960 e 1970.
- Andreas Pangritz: „Der ganz andere Gott will eine ganz andere Gesellschaft“. Das Lebenswerk Helmut Gollwitzers. Kohlhammer, Stuttgart 2018 - (O Deus muito diferente quer uma sociedade completamente diferente. A obra da vida de Helmut Gollwitzer)
- Thomas K. Kuhn: „McCarthy-Schwierigkeiten“ – Der Streit um Helmut Gollwitzer als Nachfolger Karl Barths 1961/62. In: Basler Zeitschrift für Geschichte und Altertumskunde, Band 109, 2009, S. 53–102. - (A disputa sobre Helmut Gollwitzer como sucessor de Karl Barth em 1961/62.)

## Ligações Externas
- Literatura de e sobre Helmut Gollwitzer no catálogo da Biblioteca Nacional Alemã;
- Obras de e sobre Helmut Gollwitzer na Biblioteca Digital Alemã
- A exposição A caminho da comunidade responsável descreve em muitos detalhes o trabalho de Gollwitzer na comunidade Berlin-Dahlem durante o nacional-socialismo.
- Helmut Gollwitzer na exposição online Resistência!? Cristãos evangélicos sob o nacional-socialismo.
- Felix Marzillier: Através da graça ao significado e à prática - Sobre a relação entre teologia e marxismo em Helmut Gollwitzer. In: maulwurfsmanuskripte.blogsport.de. 23 de julho de 2015 .